# Форке (Ређо Емилија)
Форке (итал. Forche) је насеље у Италији у округу Ређо Емилија, региону Емилија-Ромања.
Према процени из 2011. у насељу је живело 1330 становника. Насеље се налази на надморској висини од 147 м.